# Alessandro Fornasaris
Alessandro Fornasaris (Trieste, 29 agosto 1911 – Treviso, 17 ottobre 2007) è stato un calciatore italiano, di ruolo attaccante.

## Carriera

### Giocatore

Fornasaris alla nella stagione 1936-1937

Fornasaris debuttò in Serie B a 21 anni con il Cagliari nella stagione 1932-1933, siglando due reti in 18 gare.
Al termine della stagione passò alla Pro Gorizia, con cui militò per due annate in Prima Divisione, marcando 20 reti in 38 gare. Nel campionato 1935-1936 si accasò alla Catanzarese, dove segna due reti in 5 gare; in quello successivo militò invece nella Reggiana, sempre in Serie C, con cui realizzò 17 gol in 26 partite.
L'ottima prestazione gli valse un ingaggio all'Atalanta, con la quale esordì in Serie A il 12 settembre 1937 contro il Genoa, e siglando la prima rete il 2 gennaio 1938 contro il Torino. L'annata con i bergamaschi non fu tuttavia delle più felici: Fornasaris siglò cinque reti in 18 gare, ma il campionato terminò con la retrocessione della formazione orobica. L'anno successivo trovò sempre meno spazio tra i nerazzurri, giocando solo 10 partite, venendo ceduto a fine stagione al Parma.
Con i ducali giocò in terza serie nella stagione 1939-1940, realizzando 17 reti in 29 presenze. Dopo una breve parentesi all'Alfa Romeo di Milano, passò ai cadetti della Pro Patria, dove rimase fino al 1944, quando la seconda guerra mondiale impedì il regolare svolgimento dei campionati. Al termine del conflitto bellico militò tra le file del Gubbio, tra Serie B e C, dove concluse la carriera ricoprendo il doppio ruolo di allenatore-giocatore.

### Allenatore
Fu alla guida del Gubbio nella prima stagione in Serie B degli umbri, che vide però la loro immediata retrocessione in seguito al penultimo posto raggiunto nel girone C. Fornasaris rimase in panchina anche nell'annata successiva, ma lo sforzo economico sostenuto dal club onde portare e mantenere la formazione nella seconda serie nazionale, ebbe come conseguenza un dissesto finanziario tale da portare la società al fallimento al termine del campionato 1948-1949: questo portò anche al termine dell'incarico dell'ex attaccante.

## Palmarès

### Giocatore
- Campionato italiano Serie C: 1

Catanzarese: 1935-1936 (girone D)